# Domnista
Domnista (griechisch Δομνίστα (f. sg.)) ist ein Gemeindebezirk der Gemeinde Karpenisi in Mittelgriechenland.

## Lage
Der südöstlichste Gemeindebezirk Evrytanias grenzt an Ätolien-Akarnanien im Südwesten und Süden und im Osten an Fthiotida. Diese liegen vor allem im Tal des Krikellopotamos, welcher von Ostnordost nach Westsüdwest durch den südlichen Teil des Agrafa-Gebirges zieht. Der Krikellopotamos durchfließt dabei auch das kleine Dorf Krikello, den ehemaligen Gemeindesitz. Der Gemeindebezirk Dominsta daher einen stark dörflichen und gebirgigen Charakter; entsprechend niedrig ist die Bevölkerungsdichte.

## Verwaltungsgliederung
Zunächst als Gemeinde Domnitsa im Zuge der Gemeindereform 1997 aus dem Zusammenschluss von sieben Landgemeinden gegründet, wurde diese nach der Verwaltungsreform 2010 mit weiteren fünf Gemeinden fusioniert. Seither ist Domnitsa ein Gemeindebezirk Karpenisis, die ehemaligen Landgemeinden bilden Ortsgemeinschaften.
| Ortsgemeinschaft | griechischer Name          | Code     | Fläche (km²) | Einwohner 2011 | Dörfer und Siedlungen                                       |
| ---------------- | -------------------------- | -------- | ------------ | -------------- | ----------------------------------------------------------- |
| Krikello         | Τοπική Κοινότητα Κρικέλλου | 30010201 | 51,203       | 161            | Krikello                                                    |
| Ambliani         | Τοπική Κοινότητα Άμπλιανης | 30010202 | 37,580       | 013            | Ambliani                                                    |
| Domista          | Τοπική Κοινότητα Δομνίστης | 30010203 | 32,049       | 334            | Domista, Marinos, Skopia                                    |
| Mesokomi         | Τοπική Κοινότητα Μεσοκώμης | 30010204 | 26,099       | 150            | Mesokomi, Ryaki                                             |
| Roska            | Τοπική Κοινότητα Ροσκάς    | 30010205 | 26,865       | 101            | Roska, Stournara                                            |
| Stavli           | Τοπική Κοινότητα Στάβλων   | 30010206 | 17,976       | 253            | Stavli                                                      |
| Psiana           | Τοπική Κοινότητα Ψιανών    | 30010207 | 23,506       | 060            | Agios Charalambos, Psiana, Vythisma, Kastanoula, Paleochori |
| Gesamt           | Gesamt                     | 300102   | 215,278      | 1072           |                                                             |